# Ami Mizuno
Ami Mizuno és un personatge del manga i l'anime Sailor Moon. L'Ami és la marinera més intel·ligent. De fet, és una de les persones més llestes del Japó, diuen que amb un IQ de 300. No només és un geni, també és molt treballadora, el que la converteix en una estudiant perfecte. Sempre treu les màximes puntuacions en tot. Diu que s'esforça tant per aconseguir ser una gran metgessa i poder ajudar a la gent. Aquesta és una altra de les característiques de l'Ami, es preocupa molt per les altres persones. Sovint pensa més en els altres, que en la seva pròpia felicitat.
Malgrat ser una noia tan brillant és molt humil i no és,en absolut, gens creguda. Al contrari, ella mateixa no es creu tant important i, a vegades, no s'agrada tal com és - en el capítol de la S en què li volen robar el cor pur, dubta bastant de si mateixa i es pregunta que quedaria de bo en ella si no fos pels estudis -. Com la Usagi diu, en aquest mateix episodi, l'Ami és la persona més amable del món i la seva millor amiga. Així que no s'hi ha de trencar tant el cap i creure més en ella mateixa.
En els estudis sí que té confiança en la seva capacitat, és summament perfeccionista i sempre vol millorar i saber més. És gairebé obsessiva. Va a tot arreu amb els seus llibres i s'exclama quan ha oblidat una paraula o ha desaprofitat 5 minuts, en què podia haver après no sé quantes coses. Aquesta actitud fa sentir bastant malament a les altres noies, especialment a la Usagi i a la Minako. A vegades, sembla que els retregui que ella és tan bona estudiant i elles tan desastres. No ho fa intencionadament, com ja he dit, no és gens creguda. Simplement és que és bastant obsessiva en el tema dels estudis. Això sí, sempre intenta ajudar i animar a les altres a estudiar.
L'Ami és tímida i li costa mostrar els seus sentiments. A vegades les seves amigues li han de donar una petita empenta perquè es deixi anar, normalment la Makoto. També li fa bastanta vergonya parlar de segons quins temes. Abans de conèixer la Usagi era una noia solitària, no tenia gaires amistats a l'escola. Suposo que a l'altra gent els feia respecte i/o enveja una noia tan brillant com ella i no s'hi volien relacionar. D'altra manera no s'entén, l'Ami és una persona molt agradable i sociable.Una de les aficions de l'Ami que no es comenta en la fitxa és la de la natació, sens dubte relacionat amb l'afinitat que té cap a l'aigua. El planeta Mercuri es vinculava antigament amb l'element aigua, i els seus atacs són amb aigua. No són especialment forts, sinó més aviat són per distreure el rival o paralitzar-lo amb gel. La seva gran arma és el seu cervell. Amb l'ordinador i les ulleres especials que porta com a marinera mercuri,analitza les dades, dona explicacions del que està passant i busca la manera de sortir-se'n 
airosament.
Família: És filla única i els seus pares estan divorciats. Viu amb la seva mare, una prestigiosa doctora a qui l'Ami admira molt, però que està molt enfeinada i no pot estar massa amb ella. No apareix en cap capítol de la sèrie.
Principals amistats: La seva millor amiga és la Usagi. Gràcies a ella ha pogut fer moltes altres amistats, com les altres marineres. Amb la Makoto també és inseparable, les uneix una amistat molt especial.
Amor: Aparentment, de les marineres protagonistes, sembla la menys interessada en aquests temes. No pot suportar les cartes d'amor. Al començament coneix a en Ryo, un noi bastant tímid, un antic youma reencarnat amb humà i portador d'un dels cristalls irisats, que està enamorat d'ella. Es veu bastant clar que està colat per l'Ami, i a ella sembla caure-li bé, però el xaval se n'ha d'anar, i la cosa queda en no res.

## Fitxa Personal
- Nom: Ami Mizuno
- Significat: Amiga de l'aigua o bellesa asiàtica de l'aigua
- Aniversari: 10 de setembre
- Signe: Verge
- Grup sanguini: A
- Color preferit: aiguamarina
- Pedra preciosa preferida: zafir
- Menjar prefeit: sandwichs
- Menjar odiat: hamachi
- Assignatura preferida: matemàtiques
- Assignatura odiada: cap
- Hobby: llegir, escacs
- És bona: calculant
- Odia: les cartes d'amor
- Somni: ser metgessa.